# 桜庭光康
桜庭 光康（さくらば みつやす）は、戦国時代から安土桃山時代の武将。
櫻庭光康とも呼ばれる。戦国大名、南部氏の家臣。
佐々木氏流六角氏の当主六角時信の子佐々木直綱の末裔と自称した。南部家譜代の武門として活躍した。子に桜庭直綱、北信景などがいる。

## 概略
桜庭家は南部氏初代、南部光行の奥州下向以前からの譜代の家柄であり、三上、小笠原、福士氏と並んで南部四天王と称された。
南部安信の代、南部氏と対立ししばしば合戦を起こしていた閉伊郡の豪族を、知略を用いてこれを服属させるなど閉伊郡平定に大功があった。そのため後世の桜庭家の家臣には閉伊地方出身の者が多かったという。
また永禄8年（1565年）、鹿角に派遣された光康は、侵攻してきた安東愛季を撃退し、元亀3年（1572年）、石川高信の津軽平定にも従軍した。
晩年、閉伊郡を知行し、千徳城のあった千徳村を知行地とした。周辺の長根寺、善勝寺に寺領地を寄付したという。
光康が保護した寺である真言宗玉王山長根寺（岩手県宮古市長根）には、宮古市指定文化財となっている桜庭家累代の墓碑（桜庭氏廟所）が存在している。